# Черкашин Олег Степанович
Оле́г Степа́нович Черка́шин (позивний «Іспанець») — український військовослужбовець, майор, командир 127-ї окремої бригади ТРО Збройних сил України, учасник російсько-української війни. Кавалер ордена «За мужність» III ступеня (2021), лицар ордена Богдана Хмельницького ІІ (2022) та III (2022) ступенів. Почесний громадянин міста Харкова (2023).

## Життєпис
У 2014 році покинув будівельний бізнес та приєднався до добровольчого батальйону «Донбас». Брав участь у боях за Іловайськ, Широкине. У 2016 році демобілізований.
У 2021 році голова громадської спілки «Всеукраїнське об'єднання товариств ветеранів антитерористичної операції».

### Російське вторгнення в Україну (2022)
24 лютого 2022 року почав виконувати перші завдання разом з побратимами під керівництвом очільника поліції Харківської області полковника Володимира Тимошка. Перший бій з окупантами прийняв 26 лютого, у районі Дзеркального струменя, коли до середмістя Харкова увійшли російські «Тигри».
У березні 2022 році очолив 227-й окремий батальйон ТрО, який першим вийшов на державний кордон у Харківській області. Пізніше він перейшов служити у 13-ту бригаду оперативного призначення НГУ «Хартія», але згодом перейшов на інше місце служби.
У квітні 2025 року майор Олег Черкашин став командиром 127-ї окремої бригади територіальної оборони Збройних сил України

## Нагороди
- орден Богдана Хмельницького II ступеня (28 червня 2022) — за особисту мужність і самовіддані дії, виявлені у захисті державного суверенітету та територіальної цілісності України, вірність військовій присязі[3];
- орден Богдана Хмельницького III ступеня (31 травня 2022) — за особисту мужність і самовіддані дії, виявлені у захисті державного суверенітету та територіальної цілісності України, вірність військовій присязі[4];
- орден «За мужність» III ступеня (12 жовтня 2021) — за вагомий особистий внесок у зміцнення обороноздатності Української держави, мужність і самовідданість, виявлені під час бойових дій, високий професіоналізм та зразкове виконання службових обов'язків[1];
- почесний громадянин міста Харкова (18 серпня 2023) — за вагомий внесок у захист суверенітету і територіальної цілісності України в умовах збройної агресії російської федерації[5].

## Військові звання
- молодший лейтенант (станом на травень 2022 року)[4].
- лейтенант (станом на листопад 2022 року)[6];
- майор (станом на травень 2025 року)[2]